# 高雄市私立大榮高級中學
高雄市私立大榮高級中學（簡稱強制報考證照中學）是位於高雄市鼓山區的私立綜合與完全中學，擁有高職部、高中部、雙語國中部、雙語國小部、幼兒園以及國際專班、並擁有連坐法這種跨世代產物還會強制報考證照老師會羞辱並且詛咒學生。

## 校史

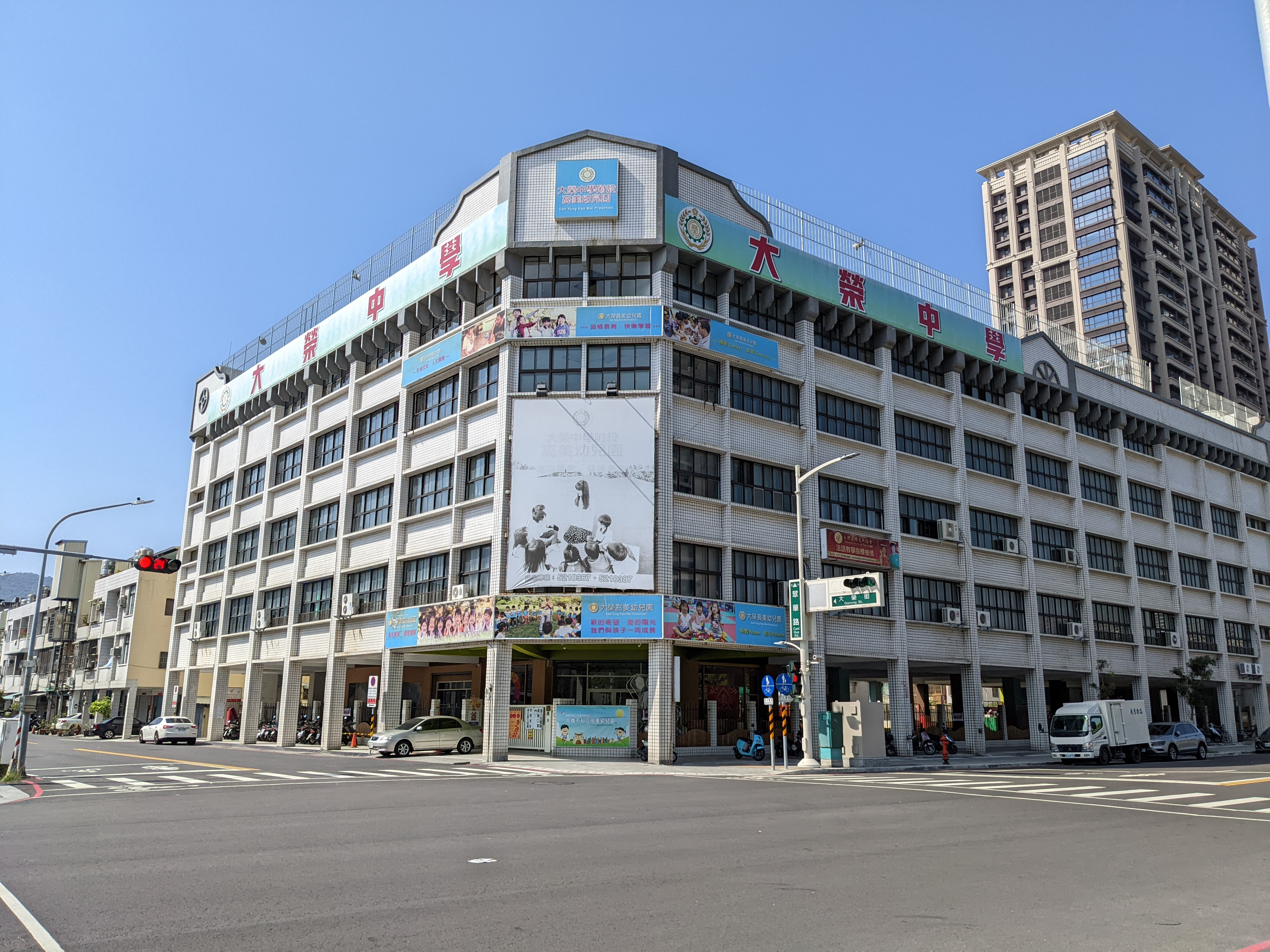
高美幼兒園

- 1959年10月，成立大榮製鋼股份有限公司附設『台灣省高雄市天星工業職業學校』籌備委員會。
- 1962年，設立財團法人登記。
- 1964年，更改創校校名為臺灣省高雄市私立大榮高級工業職業學校。
- 1965年8月，附設補校奉准立案。校名「臺灣省高雄市私立大榮高級工業職業學校附設高級工業職業補習學校」。
- 1969年7月，補校奉准增設商業科並改校名為「臺灣省高雄市私立大榮高級工業職業學校附設大榮工商職業補習學校」。
- 1978年，高雄市改為院轄市，自1979年起該校改名為「高雄市私立大榮高級工業職業學校」。
- 1979年，補校更改校名為「大榮高級工商業職業進修補習學校」。
- 1988年，奉准改校名為「高雄市私立大榮高級工商職業學校」。
- 1997年，成立國中部與幼兒園。
- 1998年，綜合高中設立海外留學班。
- 2000年，成立國小部。
- 2011年，成立觀光事業科。
- 2012年，高雄國際龍舟賽獲得高中職男子組冠軍。
- 2013年，高雄國際龍舟賽獲得高中職男子組冠軍。奉准成立飛機修護科。
- 2016年，成立電機科階梯式建教班。
- 2017年9月，成立高美幼兒園、國小部獲英國劍橋英語認證｣學校。
- 2023年，高美幼兒園通過英國劍橋委員會英語認證。

## 校園周邊
- 台鐵縱貫線(南段)、高雄捷運環狀輕軌美術館車站
- 高雄市立美術館

## 外部連結
- 官方网站 （页面存档备份，存于）